# رزالینا (ماریو)
رزالینا که همچنین به‌عنوان رزتا (ロゼッタ) در ژاپن شناخته می‌شود شخصیت داستانی غیرهمیشگی از مجموعهٔ بازی ویدیویی ماریو می‌باشد که برای اولین بار به‌عنوان یک شخصیت غیرقابل‌بازی که در دنیای مرکزی بازی سوپر ماریو گلکسی (۲۰۰۷) به‌نام رصدخانه دنباله‌دار زندگی می‌کرد ایفای نقش کرد. رزالینا مادرخوانده لوماها که گونه‌ای خیالی از موجودات ستاره مانندی در این مجموعه هستند، و نیز نظاره‌گر کیهان است. رزالینا از زمان انتشار سوپر ماریو گلکسی تا به‌حال به‌عنوان شخصیتی قابل‌بازی در بازی‌های بعدی این مجموعه ظاهر شده که آن‌ها شامل سوپر ماریو ۳دی ورلد، ماریو کارت، ماریو گلف، ماریو پارتی و مجموعهٔ بازی‌های برادران سوپر اسمش. می‌شوند. رزالینا همچنین در ماریو + رابیدز جرقه‌های امید (۲۰۲۲) نیز حضور یافته و در این بازی وی توسط هماورد اصلی، کرسا تسخیر شده است.